# -dømme
-dømme, som benyttet i forbindelser som kejserdømme, kongedømme, fyrstedømme, hertugdømme, jarledømme, pavedømme, bispedømme, præstedømme og herredømme med flere, er af urnordisk oprindelse og betyder myndighed.
Orddelen har fællesgermansk oprindelse i det dom, der på engelsk er blevet til deem, og dansk er blevet til bedømme eller dom, men er meget tidligt forgrenet ud fra denne betydning, til selvstændigt at betyde forbillede, vidnesbyrd – efter alt at dømme – til i ældre middeldansk døme at have betydningen myndighed eller myndighedsområde.
Myndighedsområdet er således ikke relateret til den dømmende magt specifikt, og for en del styreformer med magtdeling, dækker -dømme reelt andre former for magt end netop den dømmende.
Det dom der benyttes i eksempelvis Domkirke er ikke relateret, da det kommer fra latin, domus, der betyder hus – i denne sammenhæng, Guds hus, ej heller skal det forveksles med f.eks. ejendom der er et relativt nyt ord, dannet fra det tyske eigentum.